# Estación de Parque de los Príncipes

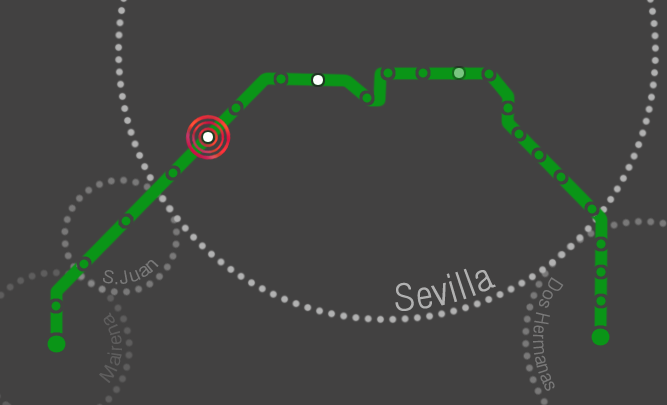
Localización

Parque de los Príncipes es una estación de la línea 1 del Metro de Sevilla situada al comienzo de la avenida de la República Argentina, junto a la glorieta de la República Dominicana. Fue inaugurada el 2 de abril de 2009.
La estación consta de una sola boca de acceso en la acera de los números impares situada en el cruce de República Argentina con la calle Virgen de Aguasantas. Consta de un amplio vestíbulo superior con ascensor desde el nivel de calle para personas con movilidad reducida, ascensor desde el vestíbulo al andén y escaleras mecánicas. La venta de billetes es automática y cuenta también con sistema de evacuación de emergencia.
La estación de Parque de los Príncipes, al igual que todas las construidas en el segundo proyecto de metro, tiene un diseño abierto, espacioso y luminoso. El acceso al vestíbulo cuenta con lucernarios que permiten la entrada de luz natural.

## Accesos
- Ascensor Av. República Argentina, 37 (Esquina calle Virgen de Aguas Santas)
- República Argentina Av. República Argentina, 39 (Esquina calle Virgen de Aguas Santas)
- Av. República Argentina, 31 (Esquina calle Virgen de África)

## Datos de interés
En sus inmediaciones se encuentra la Escuela Politécnica Superior de la Universidad de Sevilla, la sede central de LIPASAM, el edificio principal del Cuerpo Nacional de Policía en la ciudad, el Parque de Los Príncipes, y el Real de la Feria de Abril.

### Metro
- Bocas de acceso: 1
- Ascensor: Si
- Escalera mecánica: Solo subida
- Longitud de andén: 65 metros
- Andén: Central

## Líneas y correspondencias

### Servicios de Metro
| << cabecera | < estación   | línea | estación >    | cabecera >>       |
| ----------- | ------------ | ----- | ------------- | ----------------- |
| Ciudad Expo | Blas Infante |       | Plaza de Cuba | Olivar de Quintos |

### Otras conexiones
| N.º de parada | LÍNEA | Trayecto                           | Zona        |
| ------------- | ----- | ---------------------------------- | ----------- |
| 199           | 5     | Santa Aurelia > Puerta Triana      | Transversal |
| 199           | A2    | Prado San Sebastián > Polígono Sur | Nocturna    |
| 181           | 5     | Puerta Triana > Santa Aurelia      | Transversal |
| 181           | A2    | Prado San Sebastián > Polígono Sur | Nocturna    |
| 957           | 6     | San Lázaro > Ciudad Sanitaria      | Transversal |
| 957           | C2    | Triana > Prado San Sebastián       | Circular    |
| 956           | 6     | Ciudad Sanitaria > San Lázaro      | Transversal |
| 956           | C1    | Prado San Sebastián > Santa Justa  | Circular    |

| LÍNEA | Trayecto                                       | Zona |
| ----- | ---------------------------------------------- | ---- |
| M-140 | Puebla del Río                                 | C    |
| M-150 | Mairena del Aljarafe                           | B    |
| M-151 | Mairena del Aljarafe (Urb. Puebla del Marqués) | B    |
| M-152 | Palomares del Río                              | C    |
| M-153 | Almensilla                                     | C    |
| M-162 | Bormujos                                       | C    |

- Carril bici y aparcamiento para bicicletas.

- Parada de autobuses urbanos (Líneas 5, 6, 46 y C2)
- Parada de autobuses interurbanos.
- Aparcamiento de bicicletas.